# Špionica Donja
Špionica Donja je naseljeno mjesto u sastavu općine Srebrenika, Federacija Bosne i Hercegovine, BiH.

## Povijest
Do 1971. zvala se je Špionica Muslimanska. Kad je preimenovana, istim su aktom iz njenog sastava izdvojena naselja Huremi i Ježinac.

## Stanovništvo
| Špionica Donja     |              |              |              |
| godina popisa      | 1991.        | 1981.        | 1971.        |
| Muslimani          | 795 (96,83%) | 803 (97,92%) | 685 (98,98%) |
| Srbi               | 9 (1,09%)    | 4 (0,48%)    | 4 (0,57%)    |
| Hrvati             | 9 (1,09%)    | 0            | 0            |
| Jugoslaveni        | 7 (0,85%)    | 11 (1,34%)   | 1 (0,14%)    |
| ostali i nepoznato | 1 (0,12%)    | 2 (0,24%)    | 2 (0,28%)    |
| ukupno             | 821          | 820          | 692          |